# Više Selo
Više Selo (cyr. Више Село) – wieś w Serbii, w okręgu toplickim, w gminie Blace. W 2011 roku liczyła 95 mieszkańców.